# 페레라식
페레라식(pereira accounting, pereira method)는 미국 공유재산법의 계산방법으로 공유재산을 이혼시 어떻게 분할하는 지에 대한 공식이다. 배우자의 노동에 기인하여 발생한 경우 법원은 자본 및 노동 중 어느 것이 사업이윤발생의 주요 기여요인이 되었는 가를 결정하는 기준으로서 배우자가 사업상 남과 다른 특별한 경영능력이 있는 경우는 페레라, 그렇지 않은 경우는 반캠프식을 적용한다고 판시하였다.

## 같이 보기
- 공유재산법